# Mistastin Lake
Der Mistastin Lake ist ein See in der Provinz Neufundland und Labrador in Kanada.

## Lage
Der Mistastin Lake befindet sich in der Teilprovinz Labrador. Der annähernd kreisförmige See hat einen Durchmesser von 16 km und liegt auf einer Höhe von 338 m. Am Nordostende entwässert der Mistastin River den See nach Nordosten hin. Über Head Brook, Cabot Lake und Kogaluk River erreicht das Wasser schließlich die Voisey’s Bay und den Atlantischen Ozean.

## Einschlagkrater
Der See liegt in einem Impaktkrater, der vor 36,6 ± 2 Millionen Jahren im Eozän entstand und einen ursprünglichen Durchmesser von 28 km besaß. Die geologische Struktur weist einen Kraterrand aus Anhöhen bis zu 670 m über Meereshöhe auf. Der Durchmesser beträgt 26 km. Im Zentrum befindet sich der See Mistastin Lake, in dessen Mitte die bogenförmige Insel Horseshoe Island liegt, die das Relikt eines Zentralbergs darstellt.